# Сеспель (деревня)
Се́спель (чув. Ҫеҫпӗл) — деревня Канашского района Чувашии, центр Сеспельского сельского поселения.

## География
Находится в центре района, в верховьях речки Оженарка. Расположена в 15 км на северо-запад от райцентра Канаш. Соседние сёла: Анаткасы, Малдыкасы, Атыково.
Население — 567 человек (276 мужчин, 291 женщина).

## История
В 1917 году на месте современной деревни Сеспель существовали деревни Казаккасы (чув. Касаккасси Шӗкӗр) и Ойбоси (чув. Уйпуç Шӗкӗр), входившие в Шихазанскую волость Цивильского уезда. В 1927 году при проведении районирования эти деревни вошли в Ойбосинский сельсовет Канашского района, с 1928 года — в Шугуровский сельсовет. С 1935 по 1956 год они входили в Шихазанский район, после его ликвидации снова вошли в Канашский район.
6 марта 1964 года деревни Казаккасы и Ойбоси были объединены в деревню Шугурово (чув. Шӗкӗр). В 1969 году Указом Президиума ВС РСФСР деревня Шугурово переименована в Сеспель в связи с семидесятилетием со дня рождения и увековечением памяти уроженца Казаккасы, чувашского поэта Михаила Сеспеля (Михаила Кузьмича Кузьмина).

## Население
| 2010 | 2012 |
| ---- | ---- |
| 511  | →511 |

## Достопримечательности
- Мемориальный комплекс «Родина Михаила Сеспеля» — филиал Чувашского национального музея, открытый в 1999 году к 100-летнему юбилею классика чувашской поэзии. В составе комплекса: музей, библиотека, мемориальный парк, дом культуры, аллея погибших в Великой Отечественной войне. В экспозиции музея, знакомящей с жизнью и творчеством поэта, представлен макет дома семьи Кузьминых, воссоздан интерьер рабочего кабинета, в котором Михаил Кузьмин работал в 1920 году в должности председателя Ревтрибунала Чувашской Автономной области, показаны различные документы и фотоматериалы[6].